# Martin Kučera (Leichtathlet)
Martin Kučera (* 10. Mai 1990 in Bratislava, Tschechoslowakei) ist ein slowakischer Sprinter und Hürdenläufer, der sich auf die 400-Meter-Distanz spezialisiert hat.

## Sportliche Laufbahn
Erste internationale Erfahrungen sammelte Martin Kučera im Jahr 2012, als er bei den Europameisterschaften in Helsinki im 400-Meter-Hürdenlauf mit 51,50 s in der ersten Runde ausschied. Im Jahr darauf nahm er an der Sommer-Universiade im russischen Kasan teil und siegte dort mit neuer persönlicher Bestleistung von 49,79 s. 2015 gewann er bei den erstmals ausgetragenen Europaspielen in Baku die Silbermedaille in der Leichtathletikgesamtwertung. Im Zuge der Europaspiele wurde auch die 3. Liga der Team-Europameisterschaft ausgetragen und Kučera siegte dort in 50,70 s im Hürdensprint und in 3:08,80 min auch mit der slowakischen 4-mal-400-Meter-Staffel. 2016 gelangte er dann bei den Europameisterschaften in Amsterdam im Hürdenlauf bis ins Finale und belegte dort in 49,82 s den siebten Platz. Anschließend nahm er an den Olympischen Spielen in Rio de Janeiro teil, kam dort aber mit 51,47 s nicht über die erste Runde hinaus. 2018 erreichte er bei den Europameisterschaften in Berlin das Halbfinale über 400 m Hürden und schied dort mit 50,30 s aus. 2021 startete er dann im 400-Meter-Lauf bei den Halleneuropameisterschaften in Toruń und schied dort mit 48,44 s in der Vorrunde aus.
In den Jahren 2012, 2015 und 2016 sowie von 2018 bis 2020 wurde Kučera slowakischer Meister im 400-Meter-Hürdenlauf sowie 2013 über 400 Meter. Zudem wurde er 2012 und 2013 Hallenmeister im 400-Meter-Lauf. 

## Persönliche Bestleistungen
- 400 Meter: 46,98 s, 12. Juni 2016 in Kolin
  - 400 Meter (Halle): 47,53 s, 17. Februar 2021 in Wien
- 400 m Hürden: 49,08 s, 7. Juli 2016 in Amsterdam